# Cannella (cognome)
Cannella è un cognome di lingua italiana.

## Varianti
Canella, Canelli.

## Origine e diffusione
Cognome tipicamente panitaliano, è presente prevalentemente in Italia centro-meridionale.
Potrebbe derivare dal termine cannella, pianta e spezia, o essere variante del cognome Cannas.
La variante Canella è toscana, campana e centro-settentrionale.

## Persone
- Mirko Cannella (1992) – attore e doppiatore italiano
- Nicolò Cannella (1947-1968) – carabiniere ausiliario italiano, medaglia d'oro al valor civile
- Piero Pizzi Cannella (1955) – artista e pittore italiano